# Роща (Могилёвская область)
Роща (бел. Рошча) — посёлок в составе Каменского сельсовета Чаусского района Могилёвской области Республики Беларусь.

## Население
- 2010 год — 5 человек